# Hibbertia lepidocalyx
Hibbertia lepidocalyx är en tvåhjärtbladig växtart. Hibbertia lepidocalyx ingår i släktet Hibbertia och familjen Dilleniaceae.

## Underarter
Arten delas in i följande underarter:
- H. l. lepidocalyx
- H. l. tuberculata